# Tajbeczke Oszmiańska
Tajbeczke Zeldow z domu Oszmiańska, pseud. „Tatiana” (jid. טײַבעטשקע זעלדאָװ פֿון דער היים אָשמיאַנסקי; ur. ok. 1870 r. w Wiłkomierzu, zm. 1935 r. w Leningradzie) – pionierka żydowskiego ruchu socjalistycznego, współzałożycielka i działaczka Powszechnego Żydowskiego Związku Robotniczego na Litwie, w Polsce i Rosji (pot. Bundu), zaliczana przez współczesnych do środowiska tzw. półinteligencji żydowskiej (jid. האַלב-אינטעליגענץ; halb-inteligenc). Jej mężem był Sender Zeldow, również pionier żydowskiego ruchu socjalistycznego, współzałożyciel Bundu, redaktor i wydawca organu prasowego tej partii, „Der Werker”.

## Życiorys
Tajbeczke Zeldow pochodziła z żydowskiej rodziny Oszmiańskich. Urodziła się ok. 1870 r. w Wiłkomierzu na Litwie, zamieszkanym w większości przez Polaków, a także kilkutysięczną mniejszość żydowską, która w latach 70. XIX w. coraz liczniej napływała do miasta z przeludnionej strefy osiedlenia. 
Na przełomie lat 80. i 90. kilkunastoletnia Tajbeczke zaangażowała się w działalność miejscowego koła socjalistycznego. Poznała wtedy żydowskie socjalistki, m.in. Rozę Lewit-Fridę, Sonię Abelowicz, a także swojego przyszłego męża, Sendera Zeldowa. Wspólnie z nim, prawdopodobnie w 1894 r., wyjechała z Wiłkomierza do pobliskiego Wilna. Tam w następnych latach współtworzyła żydowski ruch socjalistyczny, czego wynikiem było powstanie w 1897 r. Powszechnego Żydowskiego Związku Robotniczego (pot. Bundu).

Tajbeczke, posługująca się w konspiracji pseudonimem „Tatiana”, zajmowała się m.in. rekrutowaniem nowych członków partii wśród żydowskich robotników, prowadząc dla nich kółko samokształceniowe:
„Głodowała. Sama jako półinteligentka [jid. halb-inteligentin – red.] dawała lekcje czytania i pisania robotnikom w późnych godzinach wieczornych, kiedy byli wolni po 14–16 godzinnym dniu pracy. Nieustannie była zajęta ruchem [socjalistycznym], [...] spotykała się regularnie z robotnikami [...]” (tłum. z j. jidysz: Mateusz Szczepaniak). 
W 1898 r. przewiozła z podziemnej drukarni w Mińsku do Wilna rezolucję o wstąpieniu Bundu do Socjaldemokratycznej Partii Robotniczej Rosji. Nieomal została wtedy aresztowana na dworcu kolejowym przez rosyjskiego żandarma. W 1903 r. Sender Zeldow wyjechał do Szwajcarii, gdzie kontynuował „partyjną robotę” w środowisku bundowskiej emigracji. Prawdopodobnie Tajbeczke wyjechała razem z nim.

## Żydowska „półinteligentka”
Tajbeczke Zeldow była określana we wspomnieniach żydowskich działaczy polityczno-społecznych przełomu XIX i XX w., jako żydowska „półinteligentka”: 
„Byli to «półinteligenci» – warstwa, która znajdowała się pomiędzy inteligencją a masami ludowymi. Ich wykształcenie było nieformalne, nie było «opatentowane» w państwowych organizacjach szkolnych. Ich doskonała znajomość języka żydowskiego, więź z żydowskim życiem, zaznajomienie z psychologią, tradycją i obyczajami żydowskich mas, spowodowało, że wszyscy oni szybko zajęli należne im zaszczytne miejsce w organizacji. Stawali się tłumaczami, pisarzami, politykami, mówcami, agitatorami. Wystarczy wymienić nazwiska kilku z nich – Sergeja Zeldowa (Nemańskiego), Ilji Roznberga Cemachowicza, Maksa Tobiasza, żony Zeldowa, Tajbeczki (Oszmiańska), czy wreszcie znanego mówcy i pisarza Chaima Jankla Gelfanda (Litwaka), aby zrozumieć, jak ważną rolę odegrali. [...]  «półinteligenci» stanowili łącznik między inteligencją a masami ludowymi i bardzo pomogli w szybkim przejściu od propagandy do agitacji, od rosyjskiego do jidysz” (tłum. z j. jidysz: Mateusz Szczepaniak).
Żydowscy „półinteligenci” (jid. halb-inteligentn) to funkcjonujące w języku jidysz zapożyczenie językowe, pochodzące z języka rosyjskiego (ros. polu-inteligent), które zostało stworzone i rozpowszechnione przez żydowsko-rosyjską inteligencję. Pojęcie to określało Żydów, którzy nie uzyskali formalnego wykształcenia, lecz zdobyli wiedzę świecką w drodze samokształcenia. „Półinteligenci”, włączeni w działalność ruchu socjalistycznego, uczynili z języka jidysz medium politycznej propagandy, która dotąd nie docierała do żydowskich robotników ze względu na barierę językową – inteligencja żydowsko-rosyjska posługiwała się niemal wyłącznie językiem rosyjskim. Historyk Henry J. Tobias pisał, że do najbardziej aktywnych przedstawicieli żydowskiej „półinteligencji” należeli Sender i Tajbeczke Zeldow, a także ich bliski współpracownik – Chaim Jankiel Helfand, pseud. „A. Litwak” (1874–1932): 
„Litwak, archetyp «półinteligenta», wstąpił do ruchu zimą 1893 r. za pośrednictwem przyjaciół, którzy powiedzieli mu, że inteligenci poszukują młodych ludzi znających dobrze język żydowski. Jego praca składała się z czytania aktualnych książek, dyskutowania z inteligentami, a później pisania tekstów na wyznaczone tematy pod nadzorem mentorów [...] założył biblioteki z książkami w języku żydowskim i próbował wprowadzić robotników do bogatej literatury końca XIX w., szczególnie do dzieł protestu społecznego [...]. Młodzi «półinteligenci», przesiąknięci żydowskością, uważali imiona [Icchoka Lejbusza] Pereca i [Dawida] Pińskiego za święte. […] Wykorzystanie «półinteligentów» stworzyło w ten sposób emocjonalny związek, który miał dotrzeć do samego serca ruchu, dumę z żydowskiej kultury ludowej, która – delikatnie mówiąc – była tłumiona wśród zrusyfikowanej inteligencji”.

## Ostatnie lata życia i śmierć
W 1906 r. Sender i Tajbeczke Zeldow powrócili do Wilna, a dwa lata później przenieśli się do Petersburga. Sender publikował swoje teksty na łamach bundowskiej prasy. W 1917 r. został redaktorem i wydawcą partyjnego organu prasowego „Der Werker”. Zmarł w 1924 r. w wyniku ataku serca. 
Tajbeczke pracowała jako dentystka w fabryce tekstylnej. Do końca życia „pozostała pełną wiary bundystką”. Zmarła w 1935 r. w Leningradzie. Na jej pogrzebie przemówiła Anna Rozental, towarzyszka z Bundu. Wspominała „Tatianę” z czasów wspólnej działalności partyjnej jako „cichą i skromną dziewczynę”.